# Porta dei Leoni

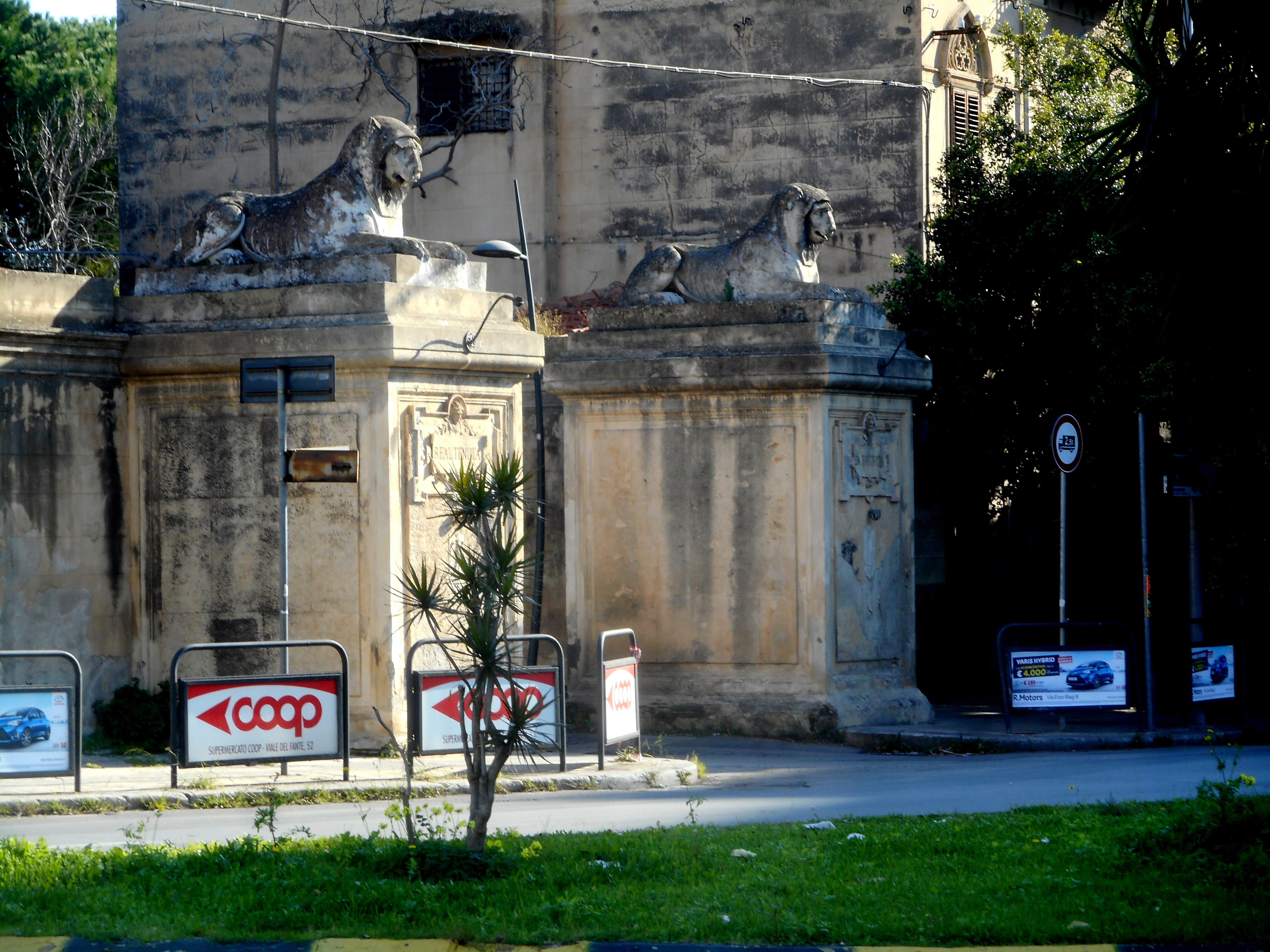
Porta dei Leoni in Palermo, Italië

De Porta dei Leoni of Leeuwenpoort bevindt zich in Palermo, op het Italiaanse eiland Sicilië. De poort staat in de stadswijk Libertà aan de Piazza Leoni. Deze is de hoofdingang van het Parco della Favorita. Het is de enige toegang voor auto’s tot het park.
De Porta dei Leoni werd gebouwd in 1799, tezamen met de uitbouw van het park als koninklijke residentie voor koning Ferdinand III van Sicilië (Ferdinand IV van Napels). De stijl van de toegangspoort is neoclassicistisch. Het bouwmateriaal is witte kalksteen.